# پست‌بوم کولیما
پست‌بوم کولیما (روسی: Колымская низменность) یک پست‌بوم در استان یاقوتستان کشور روسیه است.

## نگارخانه
|  |